# Desa Tegallega (administrativ by i Indonesien, lat -7,50, long 107,55)
Desa Tegallega är en administrativ by i Indonesien.   Den ligger i provinsen Jawa Barat, i den västra delen av landet, 160 km sydost om huvudstaden Jakarta.